# Monument Valley (joc)

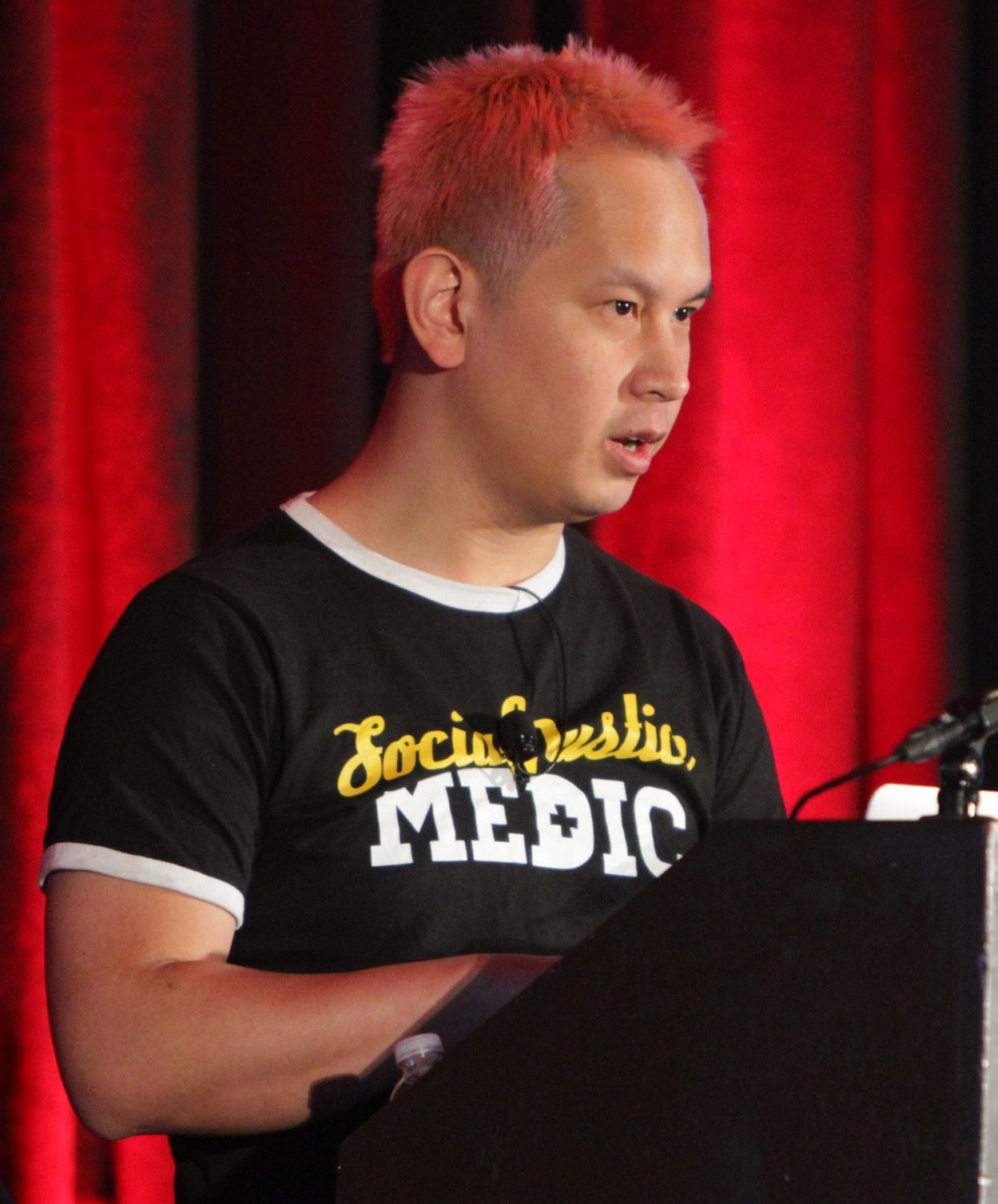
Ken Wong, el dissenyador d'Ustwo

Monument Valley és un joc de trencaclosques desenvolupat i publicat per l'estudi independent ustwo. El jugador dirigeix la princesa Ida a través de laberints d'il·lusions òptiques i objectes impossibles. Monument Valley va ser desenvolupat durant deu mesos als inicis del 2013 basant-se en esboços conceptuals de l'artista de la companyia Ken Wong. El seu estil visual s'inspira en la impressió japonesa, l'escultura minimalista, i els joc Windosill, Fez, i Sword & Sworcery, i va ser comparat pels crítics amb els dibuixos de M. C. Escher i amb Echochrome. L'art va ser dissenyat de forma que qualsevol fotograma fos digne de ser mostrat en públic. Després que una prova beta tancada, va ser alliberat per iOS el 3 d'abril de 2014, i més tard per a Android i Windows Phone. El joc va rebre generalment revisions favorables. Els crítics van elogiar el seu art i disseny de so, però en van criticar la manca de dificultat. Va guanyar un Apple Design Award el 2014 i se'l va reconèixer com al millor joc d'iPad del 2014. El gener del 2015, ja havia vengut més de 2 milions de còpies.